# كيس شاي

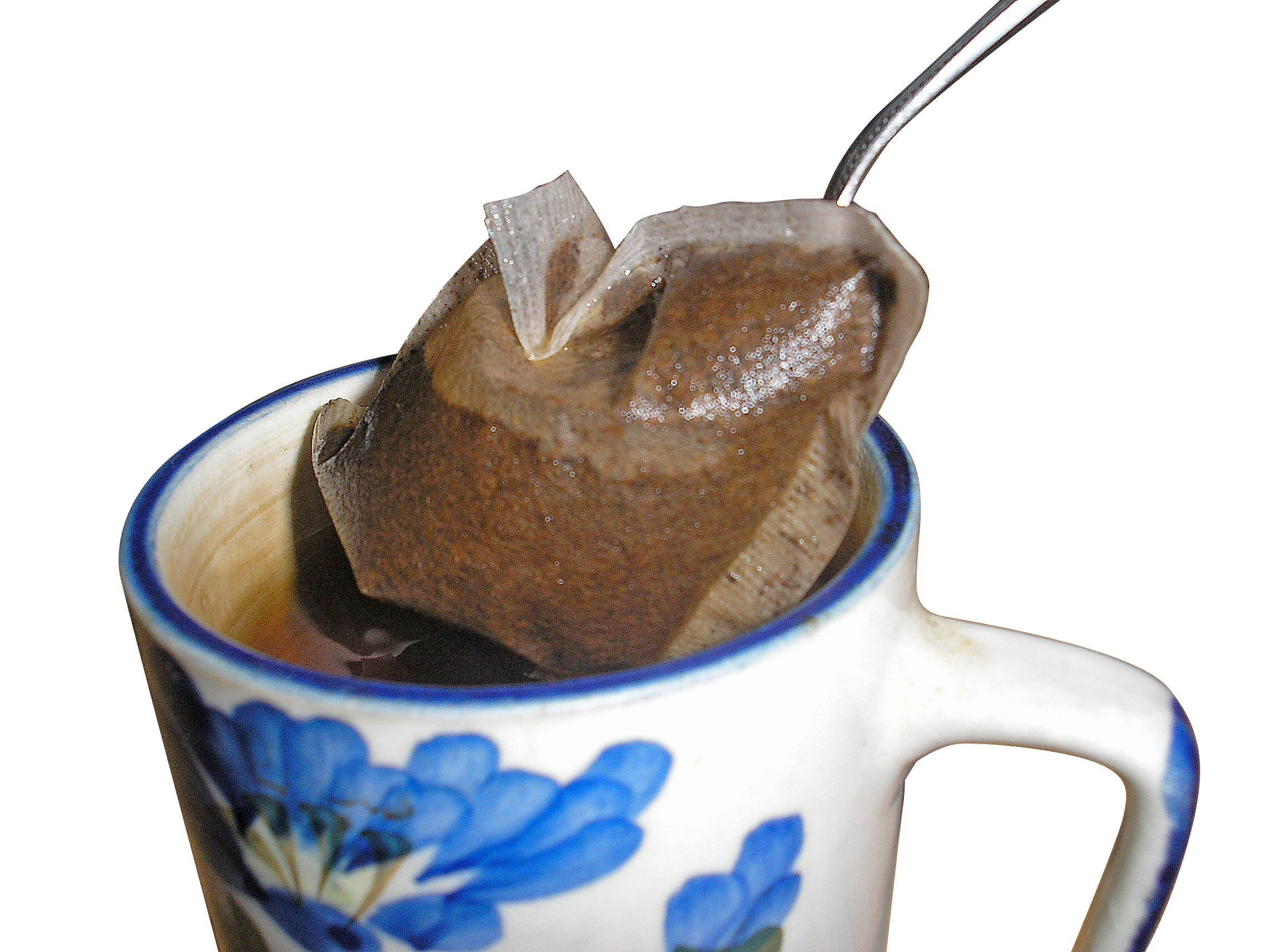
إزالة كيس شاي من كوب شاي ساخن لإيقاف عملية التخمير

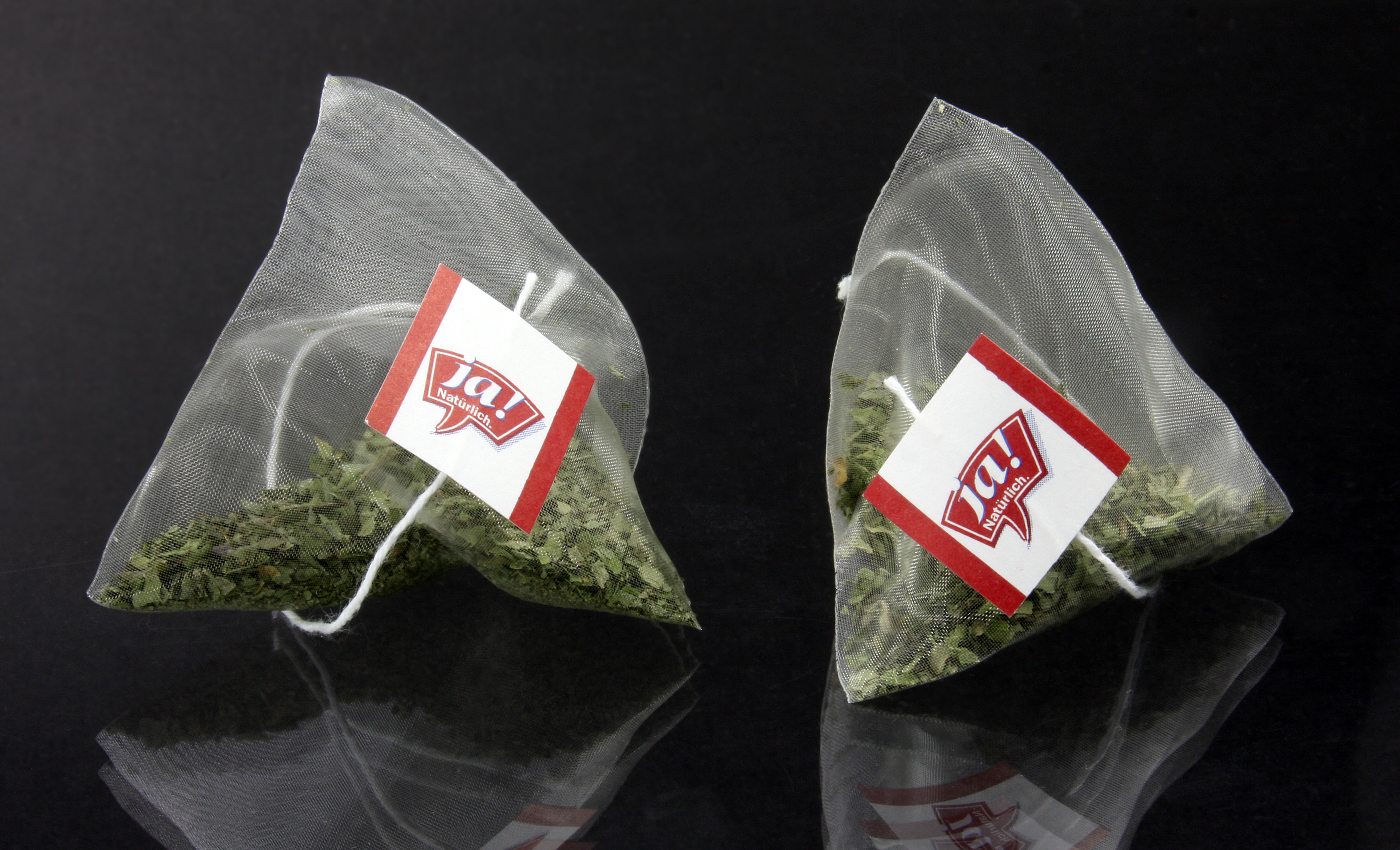
أكياس شاي رباعية الوجوه مصنوعة من عديد حمض اللبنيك (PLA)، وهو بلاستيك حيوي، يحتوي على أوراق النعناع المجففة كما هو موضح هنا

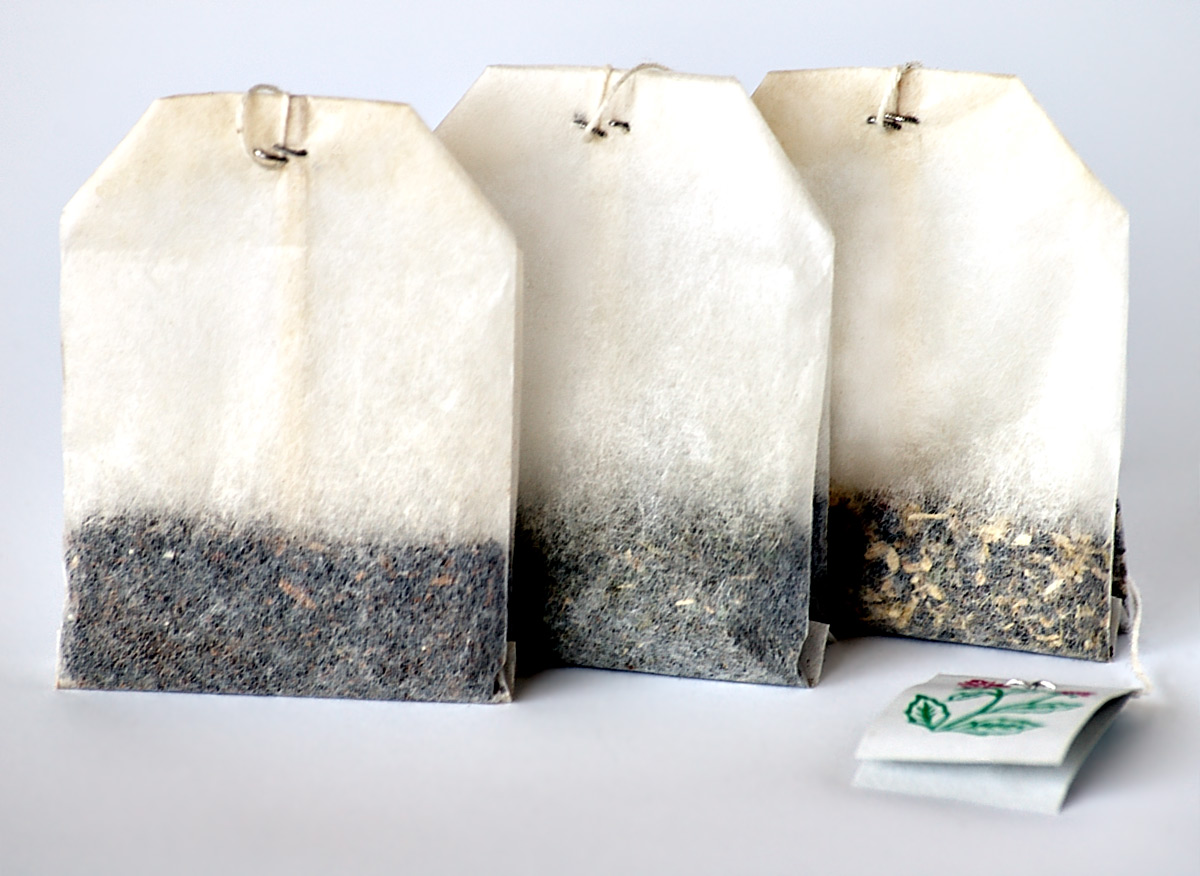
ثلاث أنواع مختلفة من الشاي في أكياس شاي شائعة الشكل

كيس الشاي، هو عبارة عن كيس أو غلاف حافظ صغير مسامي مغلق، يحتوي عادةً على أوراق الشاي أو أوراق أعشاب أخرى، يُغطّس بالماء لنقعه. كان يستخدم في الأصل للشاي (كاميليا صينية) فقط، أما الآن فيُصنّع من أعشاب أخرى أيضًا.
تُصنّع أكياس الشاي عادة من أوراق الترشيح أو البلاستيك المخصص للطعام، أو أحيانًا من القطن الحريري أو الحرير. يؤدي كيس الشاي نفس وظيفة منقعة الشاي. يمكن استخدام أكياس الشاي عدة مرات حتى تنتهي عملية الاستخلاص. لدى بعض أكياس الشاي خيط موصول بها ينتهي بورقة تساعد على سحب الكيس مع عرض العلامة التجارية أو أنواع أخرى من الشاي.

## تاريخ
يعود تاريخ براءات اختراع أكياس الشاي إلى عام 1903،  وكانت أول أكياس الشاي الحديثة حينئذ قماشية ومُخاطة يدويًا. ظهرت أكياس الشاي تجارياً قرابة عام 1904، وسوّقها توماس سوليفان بنجاح قرابة عام 1908، وهو مستورد شاي وقهوة من نيويورك شحن أكياس شايه الحريرية حول العالم. تقول الأسطورة الشعبية أن أكياس الشاي استُخدمت عن طريق الصدفة، إذ كان المقصود أن يزيل العملاء أوراق الشاي المفروطة من كيستها، ولكنهم رأوا سهولة تحضير الشاي بوجود أوراق الشاي داخل الأكياس المسامية.    اخترع Adolf Rambold أول آلة تعبئة لأكياس الشاي عام 1929 لشركة Teekanne الألمانية.
سجّل ويليام هيرمانسون براءة اختراع كيس الشاي المصنوع من الألياف الورقية والمغلفة حرارياً عام 1930. لم تُخترع أكياس الشاي المستطيلة المنتشرة الآن حتى عام 1944، وكانت أكياس الشاي قبل ذلك تشبه أكياس الخيش الصغيرة.

## إنتاج

### الشاي
تتوفر مجموعة متنوعة من الشاي بالإضافة إلى المنقوعات الأخرى مثل شاي الأعشاب داخل أكياس الشاي. عادةً ما يستخدم الفانينغ لأكياس الشاي، وهي ما يبقى من الشاي بعد جمع أوراق كبيرة منه لبيعه مفروطاً، ولكن بعض الشركات تبيع أكياس شاي تحتوي على أوراق شاي كاملة.

### الأشكال والمواد

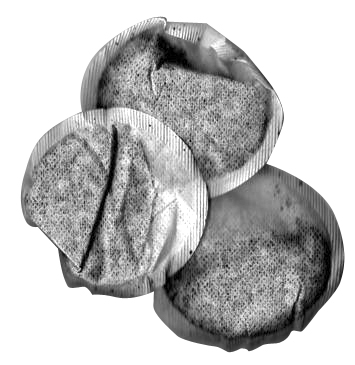
أكياس شاي دائرية

منظر مجهري لكيس شاي صناعي

كانت أشكال أكياس الشاي التقليدية مربعة أو مستطيلة. عادة ما تُصنع من ورق الترشيح، وهو مزيج من الخشب والألياف النباتية وهي مشابهة للأوراق المستخدمة في فلاتر الحليب والقهوة. تُصنّع فلاتر الحليب والقهوة من لب قنب مانيلا المُبيّض، وهو نبات الموز يُزرع في مزارع واسعة لاستخدام أليافه، غالباً في الفلبين وكولومبيا. تحتوي بعض الأكياس على لدائن حرارية قابلة للتغليف الحراري مثل كلوريد متعدد الفاينيل أو البولي بروبلين وهي ألياف مُكوّنة لسطح كيس الشاي الداخلي، مما يجعلها غير قابلة للتحلل الحيوي كلياً.  تُصنع بعض أكياس الشاي الورقية الحديثة على شكل دائرة.
أنتجت العلامة التجارية PG Tips أكياس الشاي رباعية السطوح عام 1997. وعادة ما تُصنع من النايلون أو السويلون (شبكة متعدد حمض اللبنيك مصنوعة من نشا الذرة)،  أو الحرير. إن مادة النايلون غير قابل للتحلل، لذلك يُفضل علماء البيئة الحرير. أما متعدد حمض اللبنيك، من ناحية أخرى، فهو قابل للتحلل الحيوي، لكنه غير قابل للتحلل إلى سماد عضوي.
كما تُتاح أكياس شاي فارغة للمستهلكين لملئها بأوراق الشاي بأنفسهم. عادة ما تكون هذه الأكياس طرفها مفتوح ويتصل به غطاء طويل. يُملأ الكيس بكمية مناسبة من أوراق الشاي فيُغطى الكيس بالغطاء لحفظ بالشاي. تشمل مزايا هذه الأكياس سهولة استخدام أكياس الشاي المُنتجة تجاريًا ووجود خيارات الشاي الواسعة بالإضافة إلى مراقبة جودة أوراق الشاي المفروطة.

## بلاستيك
في عام 2017، اكتشف مايك أرميتاج، وهو بستاني في ريكسهام المملكة المتحدة، أن أكياس الشاي خلّفت بقايا بلاستيكية بعد تحويلها إلى سماد. أنشأ عريضة يحث فيها شركة Unilever على إزالة البلاستيك من إنتاج الأكياس.   في يناير 2018، أعلنت شركة Co-op Food أنها ستزيل البلاستيك من أكياس شاي علامتها التجارية 99 بالتعاون مع موردها Typhoo.  وفي فبراير 2018، أعلنت شركة PG Tips أنها الآن ستستخدم مادة لاصقة من نشا الذرة في صنع أكياسها الهرمية بدلاً من مادة البولي بروبيلين.   
يمكن العثور على اللدائن الدقيقة في الشاي المخصص للاستهلاك البشري حتى قبل التسميد. أظهرت دراسة أجريت عام 2019 أن «نقع كيس شاي بلاستيكي واحد في درجة حرارة التخمير (95 درجة مئوية) يطلق ما يقارب 11.6 مليار من اللدائن الدقيقة و 3.1 مليار من النانوبلاستيك في كوب واحد من المشروبات». 
أثبتت دراسة أجريت في تركيا أنه في حين أن جميع أكياس الشاي الـ 13 تحتوي على لدائن بلاستيكية دقيقة، فهي تحتوي على متوسط 13 ألف قطعة من البلاستيك.

## الأنشطة المتعلقة بأكياس الشاي
أصبحت أكياس الشاي المزخرفة أساساً لتشكيلات الجمع الكبيرة، ويجمع العديد من هاوي الجمع أكياس الشاي من جميع أنحاء العالم. تنتشر نوادي جمع أكياس الشاي على نطاق واسع في جميع أنحاء العالم، ويتألف أعضاؤها من الأشخاص المهتمين بالعناصر المتعلقة بالشاي. غالبًا ما تشمل نوادي هواة الجمع عبر الإنترنت على كتالوجات أكياس الشاي،  بالإضافة إلى أدوات تتبع مجموعات أكياس الشاي. بالإضافة إلى ذلك، يجمع هاوو جمع أكياس الشاي في كثير من الأحيان العناصر الأخرى المتعلقة بالشاي مثل الملصقات. توفر هذه المواقع أيضًا منتديات للنقاش والترتيبات التجارية بين هواة الجمع.
بدأ فن طي أكياس الشاي في هولندا، وغالبًا ما يُنسب إلى تيني فان دير بلاس. وهو شكل من أشكال الأوريغامي، وطريقتها أن تُطوى مربعات متطابقة من ورق مزخرف (مأخوذة من مقدمة أغلفة أكياس الشاي) فتُنسّق على شكل وردة (rosettes). عادةً ما تُستخدم زخرفة الوردة لتزيين بطاقات الهدايا وأصبحت حرفة شهيرة في كل من الولايات المتحدة والمملكة المتحدة منذ عام 2000.
استخدم علماء التربة أكياس الشاي الموحدة لقياس معدل تحلل المواد العضوية في أنواع تربة مختلفة. 

## انظر أيضا

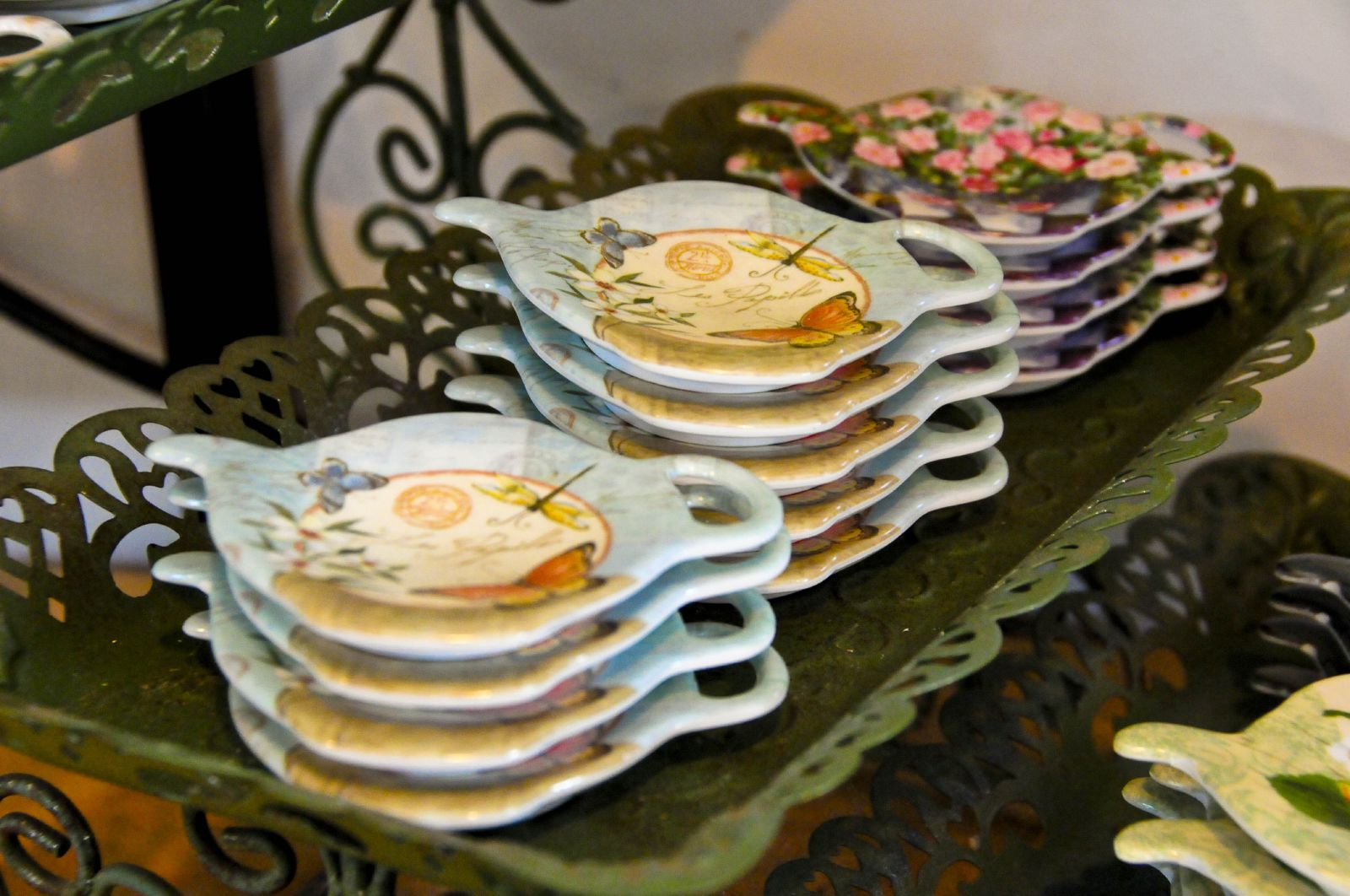
أكوام من حاملات أكياس الشاي